# Daniek Hengeveld
Daniek Hengeveld, née le 17 novembre 2002 à Nootdorp, est une coureuse cycliste néerlandaise. Elle court sur route et sur piste.

## Biographie
Daniek Hengeveld remporte ses premiers succès sur piste. En 2018 et 2019, elle décroche un total de six médailles aux championnats nationaux juniors (moins de 19 ans), dont les titres en keirin, en poursuite et en course aux points. Aux championnats d'Europe juniors de 2019, elle décroche l'or sur la course à élimination et l'argent sur l'américaine (avec Maike van der Duin). Lors des championnats d'Europe juniors 2020, elle obtient deux médailles de bronze sur la course à élimination et la course aux points. En 2021, elle remporte les titres nationaux élites sur la poursuite et la course aux points. Après être restée sans médaille à l'international en 2021, elle devient vice-championne d'Europe de la course aux points et de l'omnium chez les espoirs (moins de 23 ans) en 2022.
Sur route, elle rejoint pour l'équipe continentale UCI néerlandaise GT Krush Tunap Pro Cycling en 2021 et 2022. En remportant le prologue du Belgrade GP Women Tour en 2021, elle décroche sa première victoire professionnelle. Pour la saison 2023, elle signe avec l'UCI Women's WorldTeam DSM. Elle obtient ses meilleurs résultats en contre-la-montre individuel avec une septième place d'étape au Baloise Ladies Tour 2023 et une cinquième place sur la première étape du Tour de Normandie féminin 2024.

## Palmarès sur piste

### Championnats du monde
| Édition / Épreuve              | Poursuite | Poursuite par équipes | Course aux points | Américaine |
| Francfort-sur-l'Oder 2019      |           |                       | 15e               | 4e         |
| Saint-Quentin-en-Yvelines 2022 | 9e        | 5e                    | 5e                |            |

### Championnats d'Europe

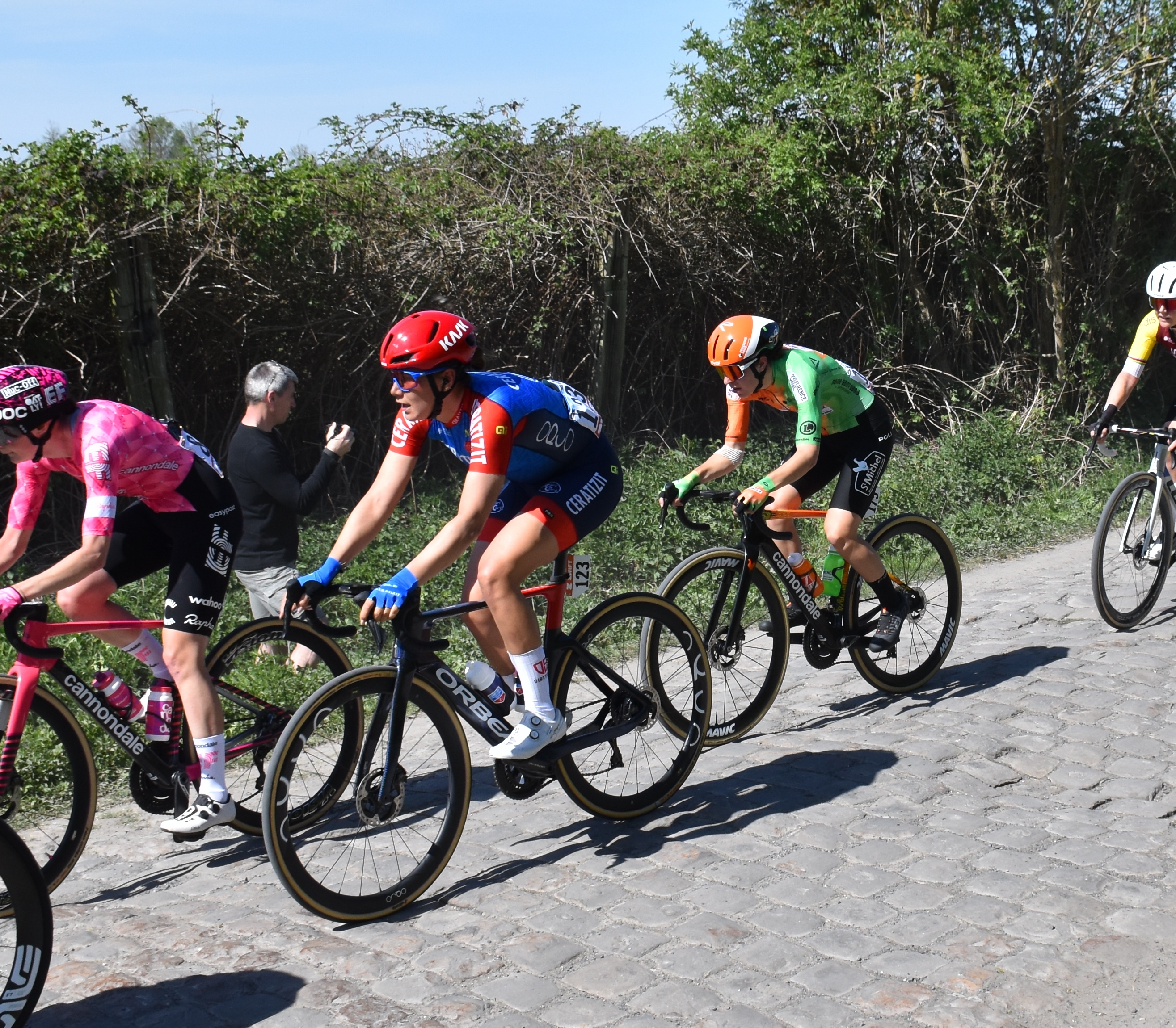
Daniek Hengeveld # 123
Paris-Roubaix 2025.

| Édition / Épreuve          | Poursuite | Poursuite par équipes | Course aux points | Américaine | Omnium | Élimination |
| Gand 2019 (juniors)        |           |                       |                   | Argent     | 6e     | Or          |
| Fiorenzuola 2020 (juniors) |           |                       | Bronze            | 4e         | 8e     | Bronze      |
| Granges 2021               | 7e        | 6e                    |                   |            |        |             |
| Anadia 2022 (espoirs)      | 4e        |                       | Argent            | 5e         | Argent |             |
| Munich 2022                | 8e        | 5e                    |                   |            |        |             |

### Championnats des Pays-Bas
- 2018
  -  Championne des Pays-Bas du keirin juniors
- 2019
  -  Championne des Pays-Bas de poursuite juniors
  -  Championne des Pays-Bas de course aux points juniors
- 2021
  -  Championne des Pays-Bas de poursuite
  -  Championne des Pays-Bas de course aux points

## Palmarès sur route

### Par années
- 2021
  - Prologue du Belgrade GP Woman Tour
- 2025
  - 1re étape du Women's Tour Down Under[3]

### Résultats sur les grands tours

#### Tour de France
1 participation
- 2025 : 50e

### Classements mondiaux
| Année                                 | 2021 | 2022 | 2023 | 2024 |
| ------------------------------------- | ---- | ---- | ---- | ---- |
| Classement UCI                        | 732e | 898e | 780e | nc   |
| UCI World Tour                        | nc   | 229e | 247e | 321e |
|                                       |      |      |      |      |
| Légende : nc = non classéSource : UCI |      |      |      |      |